# Фінкель Олександр Мойсейович
Олекса́ндр Мойсейович Фі́нкель (3 жовтня (20 вересня) 1899, Бахмут, нині Донецької області, — 8 жовтня 1968, Харків)
Закінчив Харківський інститут народної освіти 1924.
Працював у Інституті мовознавства УАН, Харківському інституті народної освіти, Інституті журналістики, Інституті іноземних мов і Вчительському інституті в Шимкенті (Казахстан).
Від 1944-го — завідувач кафедри російської мови Харківського університету, доцент. Автор понад 130-ти праць, головно з російської мови та загального мовознавства, серед них «Теорія й практика перекладу» (1929) та ін. праці про переклад, підручник для шкіл УРСР «Русский литературный язык» (з М. Баженовим, 1941 і багато пізніших переробок).
Автор російського перекладу всіх сонетів Вільяма Шекспіра.